# آدم كينغ (سياسي)
آدم كينغ (بالإنجليزية: Adam King)‏ هو سياسي أمريكي، ولد في 20 يناير 1783 في الولايات المتحدة، وتوفي في 6 مايو 1835 في نفس البلد. حزبياً، نشط في الحزب الديمقراطي. وقد انتخب عضو مجلس النواب الأمريكي. درس الطب في جامعة بنسلفانيا في فيلادلفيا وبدأ ممارسته في يورك